# Dirma
Dirma est une commune rurale du Mali, dans le cercle de Youwarou et la région de Mopti. Elle a pour chef-lieu la localité de Ambori.

## Villages
La commune s'étend sur 23 localités relevées lors du recensement général de 2009. 
Les villages les plus peuplés sont :
- Modioko (1 154 habitants)
- Diamkoko (932 habitants)
- Ambori Habé (754 habitants)